# Koen De Poorter
Koen De Poorter (Merelbeke, 30 december 1977) is een Belgisch acteur, cabaretier en scenarist. Hij is met Jelle De Beule en neven Lieven Scheire en Jonas Geirnaert lid van de cabaretgroep Neveneffecten.

## Carrière

### Succes met Neveneffecten
Koen De Poorter, Lieven Scheire, Jonas Geirnaert en Jelle De Beule vormen sinds 2002 cabaretgroep Neveneffecten. De Poorter en De Beule (die laatste als laatste) kwamen er wel pas later bij, nadat Scheire en Geirnaert op 26 februari 2002 als duo debuteerden ten tijde van het toenmalige TV1-programma Man bijt hond. De Poorter is evenwel degene die hen daarna benaderde om samen te werken, wat in feite het ontstaan van de groep betekende. Pas in 2003 trad Jelle De Beule, hun technicus, toe tot de groep.
Het kwartet werd medio jaren 2000 vermaard in Vlaanderen voor hun kennelijk door Monty Python geïnspireerde distinctieve absurde humor, met soms een neut zwarte humor die doorheen de jaren 2000 tot met name twee cultprogramma's op televisie heeft geleid. Daarvan is Willy's en Marjetten uit 2006 de meest in het oog lopende serie geworden. De serie werd eerst verguisd door de kijkers van één, het eerste kanaal van de Vlaamse publieke omroep vrt. De serie Willy's en Marjetten werd pas een cultserie na verspreiding op het internet over nieuwe media zoals YouTube. De Poorter was net als de anderen te zien in diverse rollen, alhoewel hij voornamelijk opviel als de vliegende reporter en vrije radiopresentator Robbie.
Sinds september 2005 werkt Koen De Poorter bij Woestijnvis waar hij met Neveneffecten het gelijknamige programma Neveneffecten en, in samenwerking met Bart De Pauw, Willy's en Marjetten maakte. Tevens schreef hij mee aan de tweede reeks van Het Geslacht De Pauw waarin hij ook enkele gastrollen vertolkte, zoals Najib 'monkeyballs' (reeks 2, aflevering 7 en 8) en de man in het opgerolde tapijt (reeks 2, aflevering 9). De groep stond in 2004 op de planken met de show Zinloos Geweldig, waarvan later ook een dvd uitkwam met enkele extra's. De show Zinloos Geweldig maakte hun populariteit alsmaar groter. De groep toerde namelijk niet alleen door Vlaanderen, maar ook door Nederland.

### Theatermaker en scenarist
In 2005 schreef Koen De Poorter het verhaal voor het prentenboek STAD van Pieter Gaudesaboos. In het voorjaar van 2009 toerde hij samen met de rest van de comedygroep Neveneffecten en het Gentse improvisatiegezelschap The Lunatic Comedy Club doorheen Vlaanderen met hun improvisatieshow Te lui en niet bekend genoeg. Van januari tot februari 2011 was hij te zien in het programma Basta, een project van Neveneffecten. Hij koos later voor een carrière wat meer in de luwte, in tegenstelling tot Scheire, Geirnaert en De Beule die prominenter hun opwachting maakten in diverse komische of niet-komische televisieprogramma's. Rond de Neveneffecten, als kwartet, bleef het sinds Basta stil. In 2021 lekte uit dat ze aan een comeback zouden werken, wat door de groep zelf ten stelligste werd ontkend. De Poorter werkt achter de schermen voor Woestijnvis, voornamelijk als scenarioschrijver doch ook als (mede-)bedenker van de soms verregaande en actiegerichte proeven voor het populaire avontuurlijke spelprogramma De Mol.
Tot september 2014 werkte hij voor het weekblad Humo. Hij werkt sinds 2014 mee aan het televisieprogramma De Ideale Wereld, waar hij onder andere het typetje "Didier" speelt. Hij schreef voor en speelde zelf ook mee in de reeks De Anderhalve Meter Show, met Neveneffecten-collega Jelle De Beule. Verder is hij scenarist van de warm onthaalde comedyreeks Nonkels op Play4, met Jelle De Beule in een van de hoofdrollen, over de integratie van een Kameroense vluchteling in de familie van een West-Vlaamse kunstgrasondernemer. De reeks kwam voorjaar 2022 op het scherm en was meteen een hit. In juni 2022 werd een tweede seizoen aangekondigd, dat in het voorjaar van 2024 op het scherm kwam.

## Persoonlijk leven
Koen De Poorter groeide op in het Oost-Vlaamse Merelbeke, een buurgemeente van centrumstad Gent. Hij woont met zijn partner in Gentbrugge, deelgemeente van Gent.